# Renault 8
Renault 8 (Renault R8 до 1964 р.) та Renault 10 - це два невеликі сімейні автомобілі з заднім розташуванням двигуна, що виготовлялись французьким виробником Renault у 1960-х та на початку 1970-х.

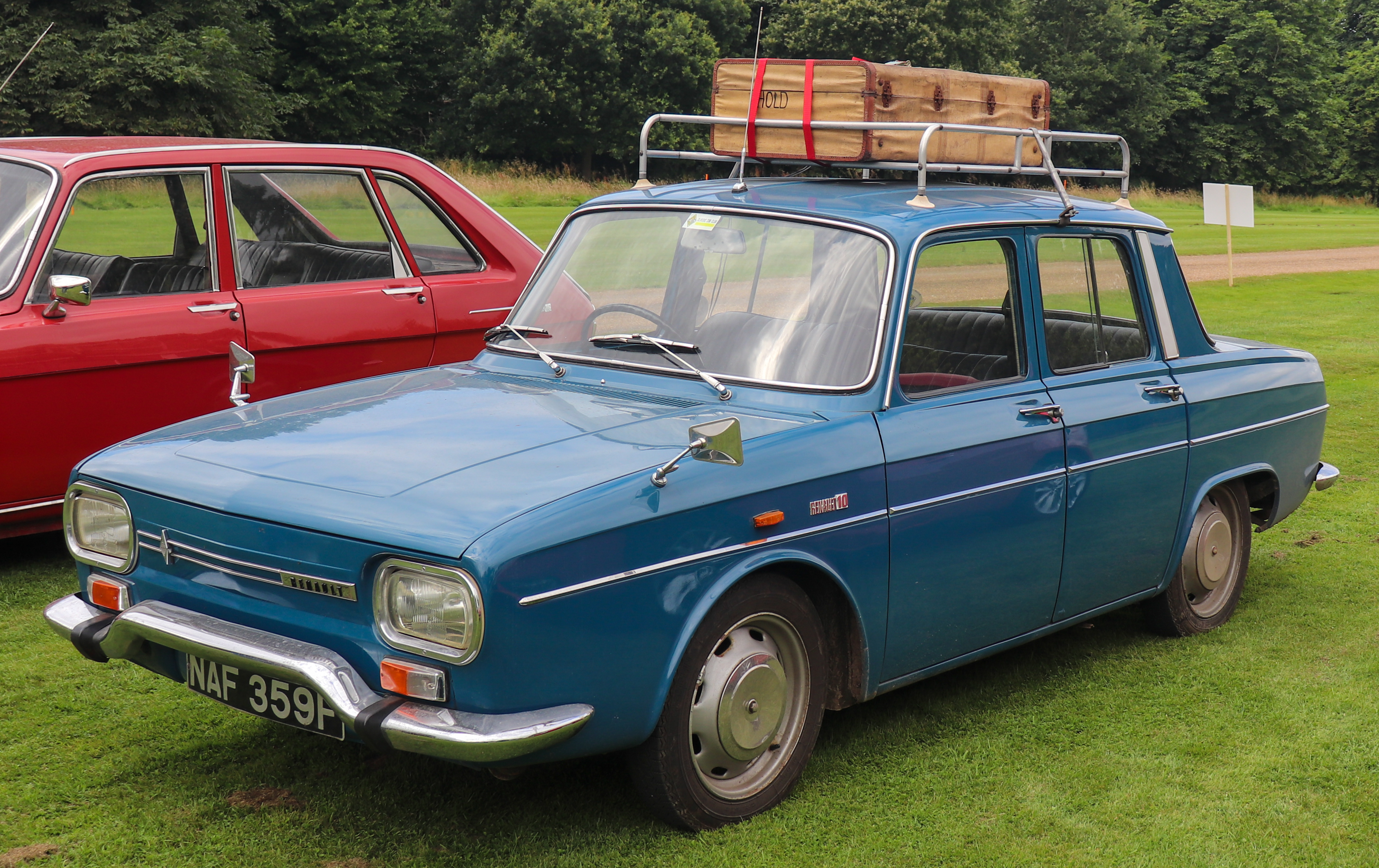
Renault 10

Модель 8 була випущена в 1962 році, а 10, більш модернізована версія 8, була запущена в продаж в 1965 році. Renault 8 припинив виробництво та продаж у Франції в 1973 році. До того, Renault 10 вже був замінений на два роки раніше, передньоприводним Renault 12.
Вони вироблялися в Болгарії до 1970 року, а адаптована версія Renault 8 продовжувала випускатися в Іспанії до 1976 року. У Румунії версія 8 була випущена за ліцензією між 1968 і 1972 роками як Dacia 1100. Всього було побудовано 37546 Dacia 1100.

## Двигуни
- 956 cc I4
- 1100 cc I4
- 1255 cc I4
- 1289 cc I4

## Галерея

Renault R8 (Renault 8)
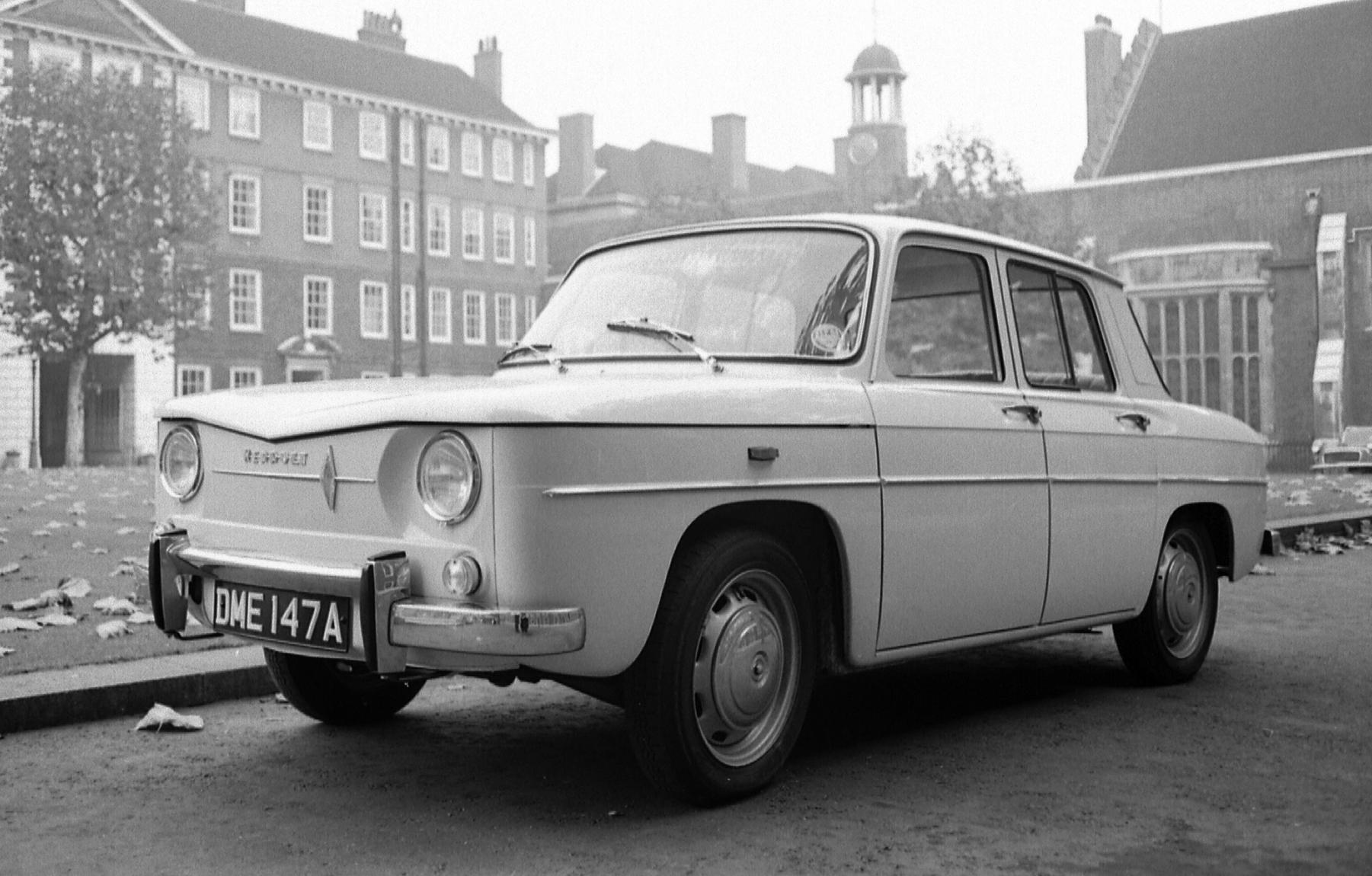
Renault R8 (1963)
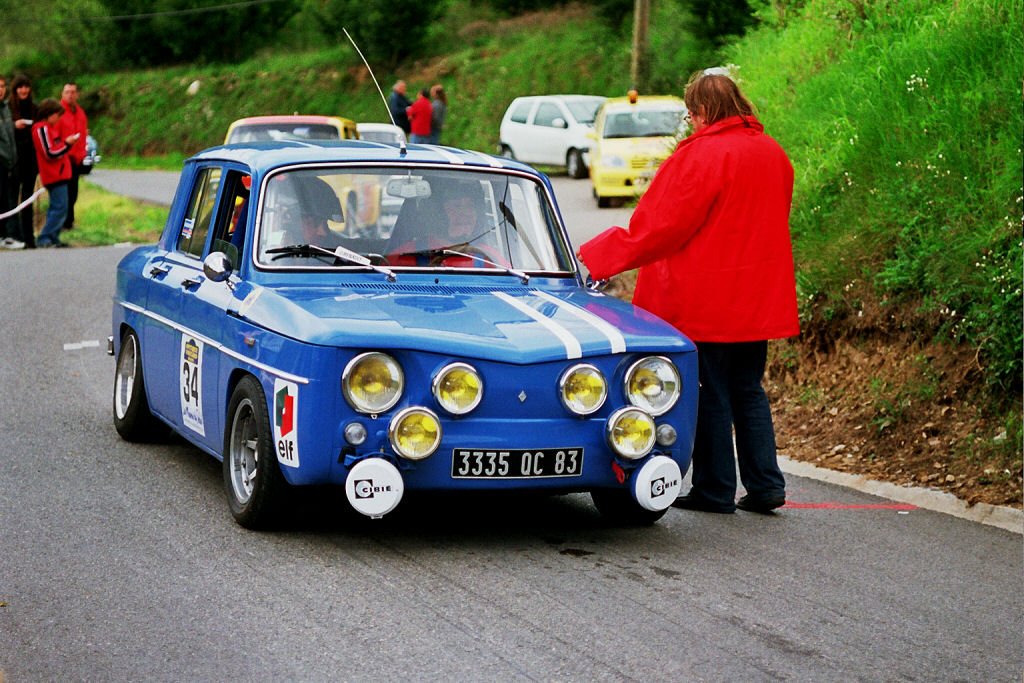
Renault R8 Gordini[en] (1964)
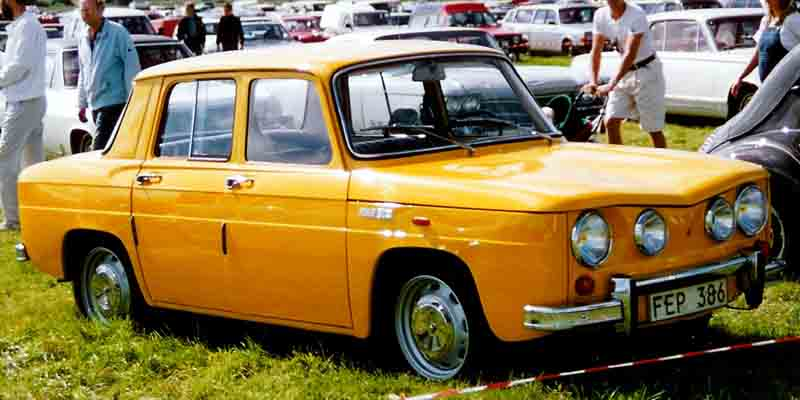
Renault R8 S (1967)
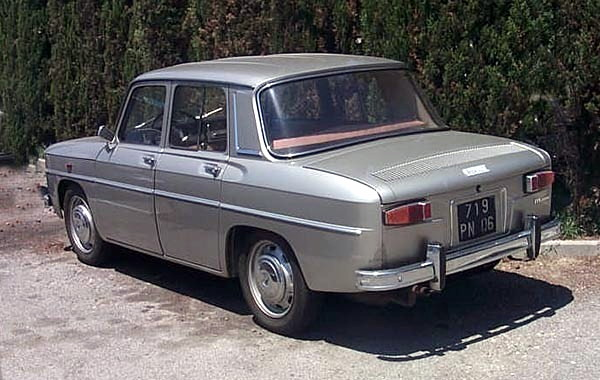
Renault R8
Dacia 1100

Renault R10 (Renault 10 Major, Renault 1100)
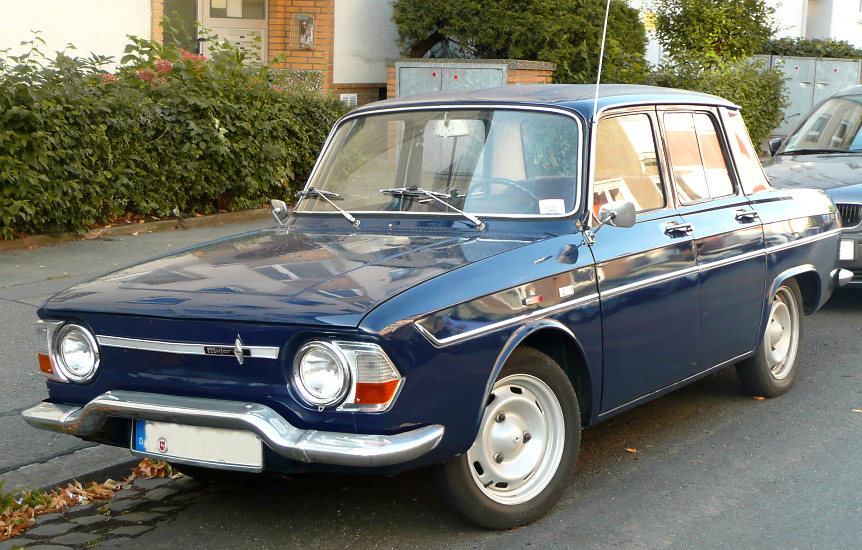
Renault 10 Major
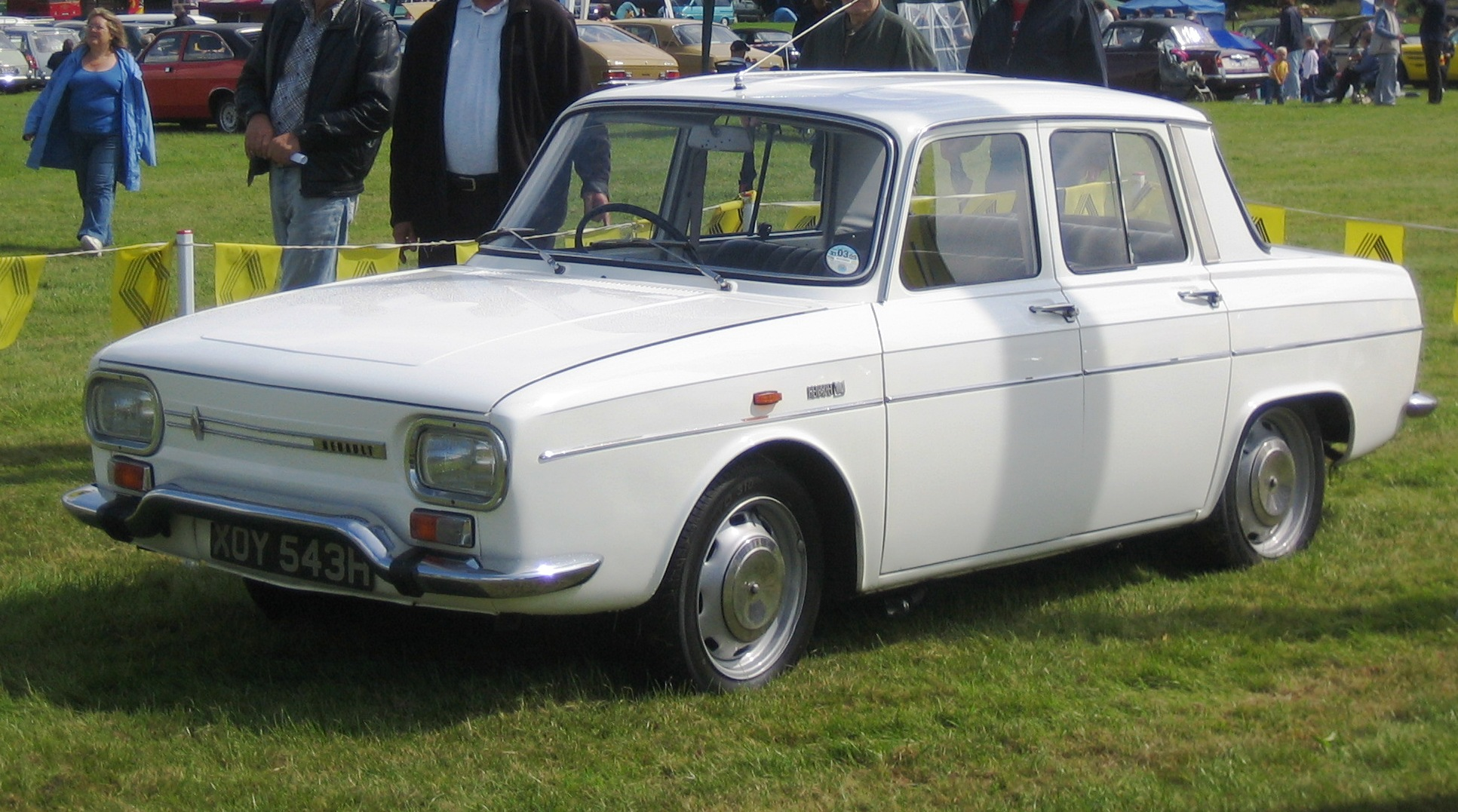
Renault 10 (1969)
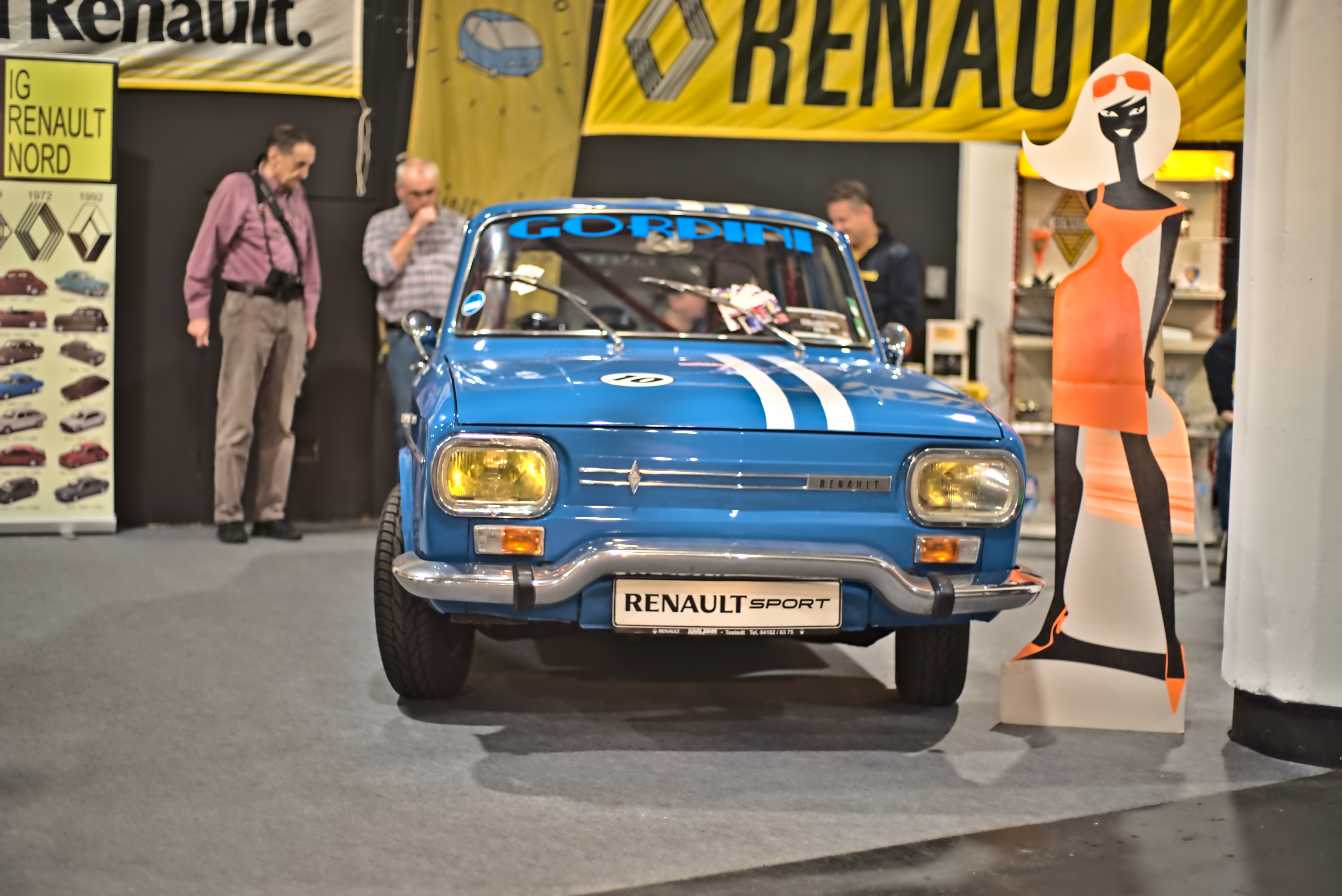
Reanault 10 Gordini
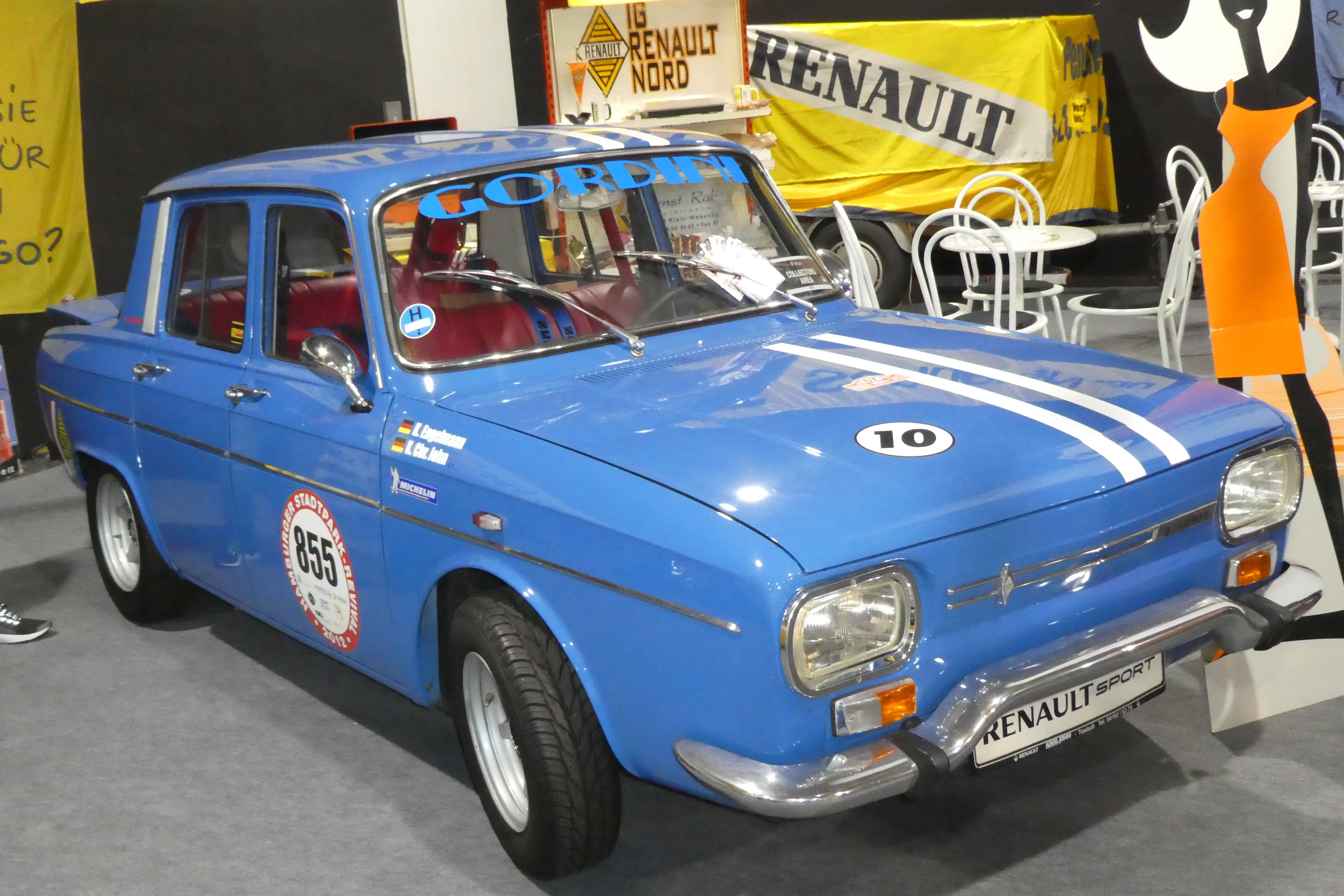
R10 Gordini Racer
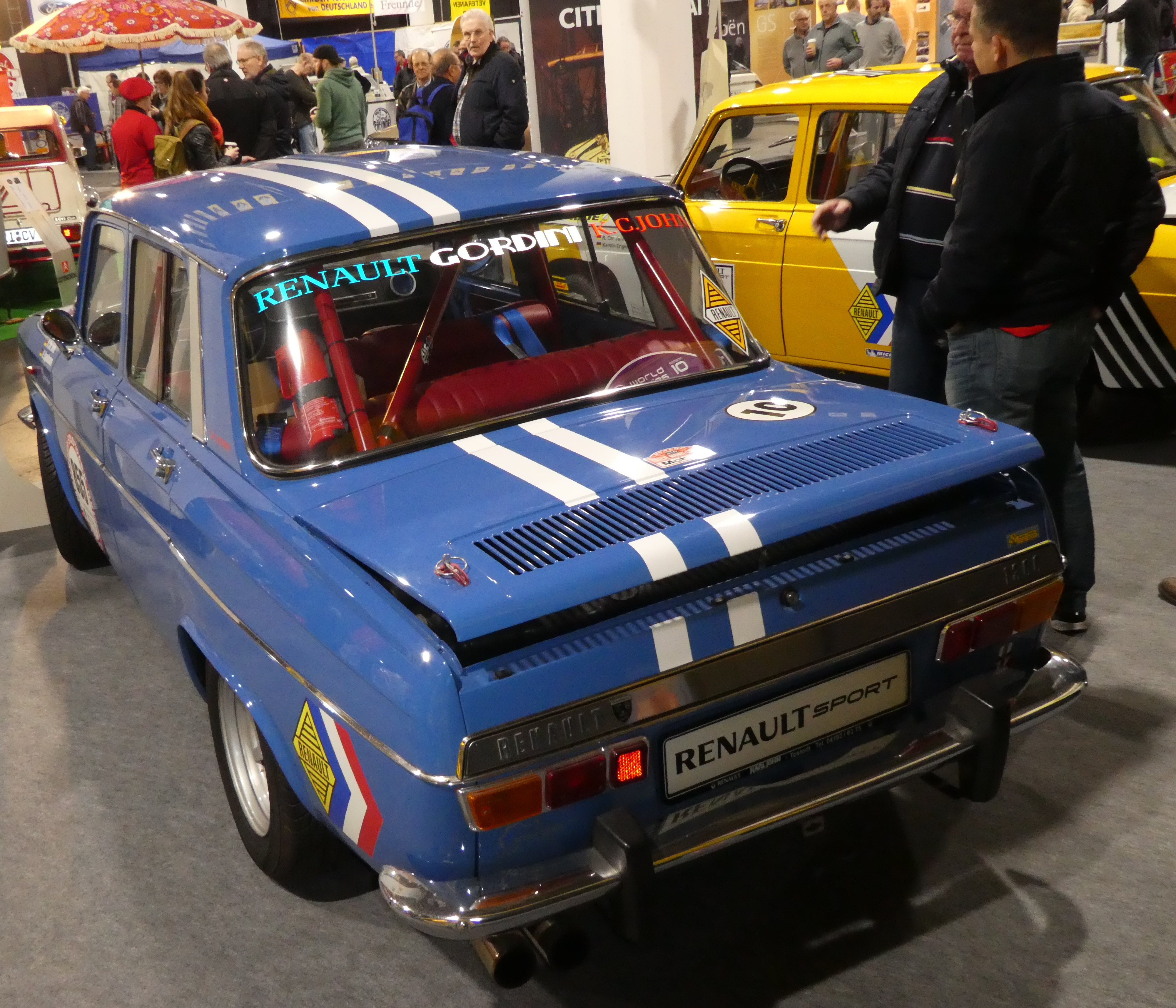
1300 Gordini Racer